# Успењска црква у Лавову
Успењска црква у Лавову (укр. Успенська церква) налази се у граду Лавов, Галиција, Украјина. Цркву зову и Влашка црква. Припада украјинској аутокефалној православној цркви. Срква је данас активна и споменик је из доба ренесансе (XVI—XVII век).

## Опис
Успењска црква је подигнута на месту прошле (разрушене) цркве у периоду 1591-1629 од архитекта Павла Романа, Војчеха Капиноша и Амвросија Прихилног. Торањ са звоном подигнут је 1571—1578. године, рад архитекта Петра Барбона. Торањ се данас зове корњактов торањ (молдавско-грчки трговац Константин Корњакт је дао прилог за изградњу торња). Торањ (изађен у 16. веку) спада у једне од лепших примера маниризам у Украјини и један је од симбола Лавова, такође се налази и на грбу града.
Црква је подигнута од пара, поред Константина Корнијакта, и од лавовского успењскога братства. Браство је имало добру кооперацију у Лавову, где су имали своју школу и тисак. Изградњу је потпомогао и хетман Петро Конашевич-Сагајдачниј, молдавски бољари Јеремија Могила и Симеон Могила па и руски цар Фјодор I Звонар. Касније, од 1633, син Симеона Могиле, Петар Могила, постане митрополит Кијева, Галиције и све Русије. Место митрополита је држао до своје смрти, и касније је канонизован у свеца у румунској православни цркви, украјинској православној цркви и пољској православној цркви. Данас се код цркве, на ванском делу, налази мемориална плоча Петро Могили.
Црква је данас споменик Ренесансе, у највећој мери је то фасада цркве и Капела три Јерарха, изграђена Петром Крашовком, између 1574. и 1591. Корнијактов торањ висок је 65 метара и изграђен око 1570-их.

## Историја прошлих храмова
Прва црква
Прва црква на тој локацији је била веч 1340. године када је Кнежевину Галицију-Волинију заузела Краљевина Пољска. Црква је била названа Црква Света три јерарха.
Друга црква
Од 1547. до 1549. изграђена од ктитора молдавског бољара Александра Лапушнеануја, због код је црква названа Влашла црква. О изгледу цркве мало се зна; имала је подупрту фасаду, три куполе и фреске у унутрашњости. Архитекта је био италијан Петар из Лугана. 1568. вајар Феликс изгради торањ, а изградњу настави Петар Красовски. 1570. део торња се распао, а следече године 1571. црква потпуно изгори у пожару. 
Тако је православна црква затворена од лавовског Архиепископа Јана Димитрија Соликовског.